# سكيدجينو
سكيدجينو (بالإيطالية: Scheggino)‏ هي بلدية في مقاطعة بيرودجا في إقليم أومبريا في إيطاليا.

## السكان
في سنة 1861 بلغ عدد السكان 821 نسمة، وتطور العدد ليصل في سنة 2011 لـ 481 نسمة.
يظهر هذا المخطط البياني تطور النمو السكاني لـ سكيدجينو